# دهیریی، مالاکند
دهیریی (به انگلیسی: Dherai) یک منطقهٔ مسکونی در پاکستان است که در خیبر پختونخوا واقع شده‌است.